# Wielka bitwa potworów
Wielka bitwa potworów (jap. ゴジラ・モスラ・キングギドラ　大怪獣総攻撃 Gojira, Mosura, Kingu Gidora: Daikaijū Sōkōgeki) – 25. z kolei, a trzeci w serii Shinsei, film o Godzilli. Film różni się od pozostałych obrazów z tej serii tym, że w przeciwieństwie do pozostałych filmów Godzilla nie jest tylko potworem atakującym Japonię, ale też metaforą zniszczeń wojennych.

## Opis fabuły
W 1954 r. gigantyczny jaszczur zwany Godzillą zaatakował Japonię i został zniszczony nieznaną substancją chemiczną. W 1998 r. inne monstrum zaatakowało Amerykę, jednak Japończycy są pewni, że to nie Godzilla. Mimo to admirał Taizo Tachibana uważa, że należy być w pogotowiu.
W 2002 r. amerykański atomowy okręt podwodny zaginął w pobliżu Guam. Okręt Satsuma zostaje wysłany, aby zbadać sprawę. Na miejscu jedna z łodzi zostaje zniszczona przez silny prąd, a pilot drugiej z przerażeniem obserwuje poruszające się, świecące w mroku kolce grzbietowe. Godzilla powraca.
Tymczasem córka admirała, Yuri Tachibana, kręci materiał dla małej stacji telewizyjnej, Digital Q, opisując „tajemnicze zdarzenia” na górze Myoko. Niespodziewanie nadchodzi wstrząs. Yuri zauważa ubranego w tradycyjne szaty starca, który jednak znika. W nocy, gang motocyklowy zostaje zasypany w tunelu. Wojsko stara się do nich dotrzeć z pomocą rakiet wiertniczych D-03. Przerażony świadek zdarzenia opowiada wojskowym o potworze, którego bierze za Godzillę. Yuri uznaje to za świetny materiał i postanawia zrobić reportaż. Odkrywa, że epicentrum wstrząsów przemieszczało się. Pomaga jej przyjaciel, Teruaki Takeda, który pokazuje jej książkę zawierającą opisy zdarzeń, które dziwnie dobrze pasują do obecnych. Opowiadają one o trzech Potworach Strażnikach: Baragonie, Mothrze i Królu Ghidorze.
W nocy na jeziorze Ikeda dochodzi do tragedii. Grupa rozbrykanych nastolatków zostaje zabita i owinięta w coś, co przypomina kokony. Yuri dociera na komisariat policji w Motosu, gdzie rozmawia z profesorem Isayamą, który opowiada jej o pochodzeniu Godzilli. Okazuje się, że podczas gdy ludzie uważali go za efekt prób atomowych, to tak naprawdę w ciele potwora zjednoczyły się dusze poległych podczas drugiej wojny światowej. Duchy zamierzają zemścić się na Japonii za porzucenie pamięci o nich. Isayama wyjaśnia, że Godzilli nie zabije żadna nowoczesna broń, mogą dać mu radę tylko trzy Potwory Strażnicy. Potwory te zostały pokonane bardzo dawno temu, a ich ciała teraz powoli się odradzają. Yuri przybywa do miejsca, gdzie rzekomo pochowany jest Król Ghidorah. 
Tej samej nocy kataklizm nawiedza wyspy Bonin. Jest jednak oczywiste, że stało się coś jeszcze. Rząd ujawnia swoje podejrzenia co do powrotu Godzilli i ostrzega ludzi żeglujących na wodach Japonii. Yuri opowiada ojcu o legendzie o Strażnikach. Tachibama nie do końca w nią wierzy, ale też nie odrzuca jej; jego rodzice zostali zabici w 1954 roku i nie zamierza przegapić żadnego sojusznika w walce z nim.
Tymczasem Motosu zostaje zaatakowane przez nieznaną, czerwoną bestię, przypominającą nieco Godzillę. Podczas gdy do bazy przybywają budzące chaos sprzeczne raporty, w porcie Yaizu w Shizuoce pojawia się prawdziwy Godzilla, który rozpoczyna atak na miasto. Potwory zbliżają się do siebie, aż znajdują się w dolinie Hakone. Baragon jednak jest mniejszy i słabszy od Godzilli i przegrywa zacięty pojedynek. Godzilla zabija wielu świadków zdarzenia, także Yuri odnosi drobne obrażenia po tym, jak chciała sfilmować całe zdarzenie.
Pomimo ostrzeżeń ze strony Takedy, Yuri wypożycza rower i jedzie za Godzillą, podążającym ku Tokio. Generał Katsumasa Migumo rozkazuje zaatakować go z pomocą samolotów bojowych, bez skutku. Tymczasem Mothra, zamknięta w kokonie, kończy swą metamorfozę, a Król Ghidorah budzi się w jaskini w górze Fuji.
W Yokohamie zostaje ogłoszony stan pogotowia. Admirał Tachibana przybywa do miasta, obejmując dowodzenie nad akcją z krążownika Aizu. Wkrótce do miasta przybywa Godzilla. Niespodziewanie pojawia się także Mothra, która rozpoczyna atak na jaszczura. Yuri przybywa do miasta, chcąc nagrać wszystko, co tam się dzieje. Podczas walki Godzilla niszczy wieżę Yokohamy i ma wyraźną przewagę nad Mothrą. Nagle ziemia zaczyna się trząść.
Do miasta przybywa Król Ghidorah, wspomagając Mothrę w walce z Godzillą. Jednak jego metamorfoza jeszcze się nie skończyła i nie jest dostatecznie potężny. Gdy miota snopem w Ghidore, Mothra przyjmuje na siebie całą siłę uderzenia. Admirał widzi szansę do ataku i w stronę Godzilli zostają odpalone pociski wiertnicze D-03. Udaje im się zranić potwora, ale wściekły Godzilla atakuje ludzi, niszcząc prawie całą ich potęgę militarną w mieście. Kiedy jednak przygotowuje się do zniszczenia Aizu, Mothra znów wkracza na scenę i przyjmuje na siebie jego atak. Energia Mothry kieruje się ku miejscu, gdzie leży Król Ghidorah. Gdy złoty smok ją absorbuje, jego przemiana zostaje dokończona. Atakuje Godzillę i spycha do zatoki. Godzilla stara się uciec, ale Ghidorah ściga go nawet pod wodę.
Yuri i Takeda docierają do mostu nad zatoką, podczas gdy admirał Tachibana postanawia zaatakować Godzillę z okrętów podwodnych Satsuma. Tymczasem Ghidorah opada na samo dno, zraniony przez Godzillę. Podczas walki snop potwora trafił w most, który waląc się, niemal wytrącił Yuri i Takedę z galerii. Yuri i Takeda starają się wciągnąć z powrotem, a kamień, który znaleźli wcześniej w świątyni nad grobem Ghidory wpada do wody, ożywiając stwora. Ghidorah uwalnia strumień powietrza, ratując Yuri i Takedę przed śmiertelnym upadkiem. Yuri jednak traci przytomność. Ghidorah i Godzilla wynurzają się. Złoty smok atakuje Godzillę z użyciem własnych snopów, jednak Godzilla absorbuje tę energię. Połączenie jej z jego własnym snopem daje potężny strumień energii, który doszczętnie niszczy Ghidorę.
Niespodziewanie dusze trzech Strażników atakują Godzillę, sprawiając, że zanurza się coraz głębiej. Tachibana pilotuje Satsumę w stronę Godzilli, ale potwór połyka jego łódź. Będąc wewnątrz Godzilli, Tachibana doznaje halucynacji swojej córki i odzyskuje kontrolę nad łodzią. Godzilla zauważa Yuri i Takedę, jednak w momencie, gdy próbuje go zniszczyć, przez ranę przebija się pocisk S-03. Gdy Godzilla próbuje ziać snopem, wyrywa się on przez ranę. Gdy potwór się zanurza, Tachibana ledwo ucieka. Próbując zniszczyć swojego ostatniego wroga, Godzilla zostaje całkiem zniszczony. 
W studiu Digital Q wybucha radość, gdy koledzy dowiadują się, że Yuri żyje i jest zdrowa. Jej szef, Haruki Kadokura chce, aby przeprowadzić wywiad z profesorem Isayamą. Jednak jeden z pracowników zmieszanym tonem wyznaje, że Isayama zmarł w 1954 r. w wieku ponad siedemdziesięciu lat. Kadokura zastanawia się, kim był starzec, spotkany przez Yuri.
Tachibana wynurza się na zewnątrz. Yuri chce do niego podbiec, ale admirał nie pozwala jej, obawiając się, że jest napromieniowany. Gdy Yuri salutuje mu, gratulując zwycięstwa, Tachibana wyjaśnia, że zwycięstwo to skutek połączenia sił ludzi i Strażników.

## Obsada
- Chiharu Niiyama – Yuri Tachibana
- Masahiro Kobayoshi – Teruaki Takeda
- Ryūdō Uzaki – adm. Taizo Tachibana
- Shirō Sano – Haruki Kadokura
- Shinya Owada – gen. por. Mikumo
- Kaho Minami – kpt. Kumi Emori
- Kunio Murai – Masato Hinogaki
- Hiroyuki Watanabe – Yutaka Hirose
- Takashi Nishina – Jun Maruo
- Shingo Katsurayama – mjr Tokihiko Kobayakawa
- Toshikazu Fukawa – adiutant Miyashita
- Masahiko Tsugawa – szef Sekretariatu Rady Ministrów
- Hideyo Amamoto – prof. Hirotoshi Isayama
- Ai Maeda – bliźniaczka #1
- Aki Maeda – bliźniaczka #2
- Mizuho Yoshida – 
  - Godzilla,
  - mieszkaniec Yokohamy
- Akira Ohashi – 
  - Król Ghidora,
  - mężczyzna w biurze portu Yaizu
- Rie Ota – 
  - Baragon,
  - kobieta w biurze portu Yaizu

## Wyniki kasowe
Film kosztował 9 400 000 dolarów. Jego premiera odbyła się 15 grudnia 2001 roku. Podczas pierwszego weekendu zarobił 1 900 000 dolarów, a ostatecznie zysk zamknął się na 20 milionach dolarów, stając się najbardziej kasowym sukcesem w serii Shinsei.

## DVD
Na świecie (Region 1) film został wydany na DVD przez Sony Pictures, 27 stycznia 2004 r., w formacie widescreen. W Polsce film w 2007 r. wydał Media Service. Można go było kupić osobno lub w specjalnym ośmiopaku.